# Secretaría de Estado de Comunicación
La Secretaría de Estado de Comunicación (SECOM) de España es el órgano superior de la Presidencia del Gobierno responsable de la transparencia informativa del Gobierno de la Nación así como de prestar asistencia al portavoz del Gobierno, de quien depende funcionalmente.
La SECOM asume la coordinación de la política informativa del Gobierno y la elaboración de los criterios para su determinación, así como el impulso y la coordinación de la política de comunicación institucional del Estado; la elaboración y difusión de los comunicados del Gobierno y de su Presidente y la reseña de las actividades del Consejo de Ministros; la dirección de los servicios informativos de la Administración General del Estado en España y en el extranjero; las relaciones con los medios informativos, así como el análisis de la coyuntura nacional e internacional; la organización de la cobertura informativa nacional e internacional de la actividad gubernamental y la asistencia a las actividades y comparecencias públicas del Presidente del Gobierno, tanto en territorio nacional como en el extranjero.
Este órgano también presta apoyo a la Comisión de Publicidad y Comunicación Institucional, asume la gestión de la comunicación ante situaciones de alerta nacional y se encarga del análisis de la legislación vigente en materia informativa y la propuesta de medidas para su mejora.

## Historia

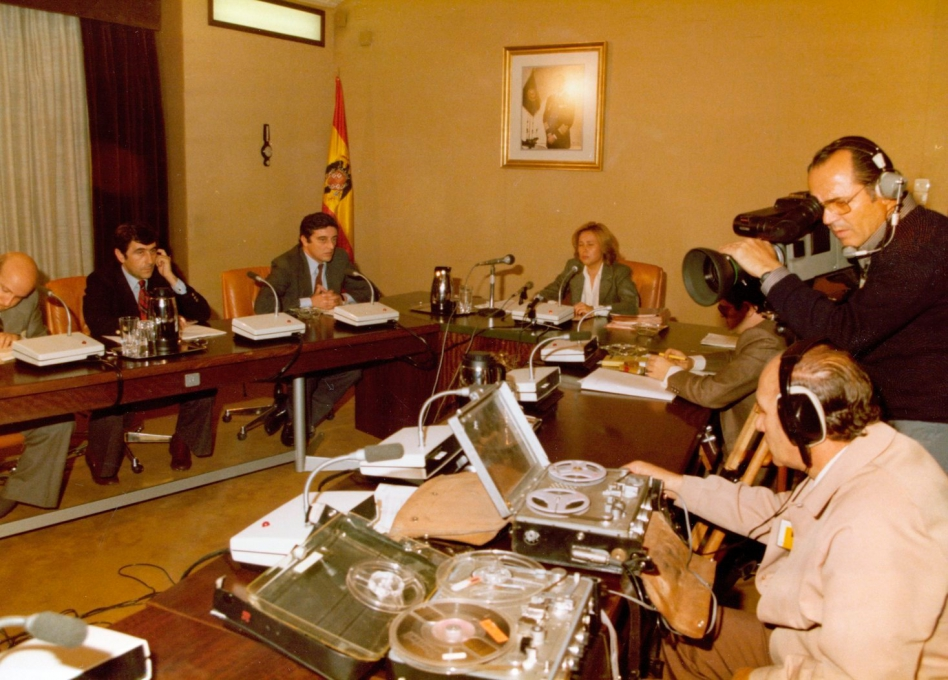
La secretaria de Estado de Información y portavoz del Gobierno, Rosa Posada, dando una rueda de prensa en 1979.

La historia de la Secretaría de Estado está estrechamente conectada a la de la Portavocía del Gobierno, no sólo porque es su principal órgano de asistencia, sino porque su titular, en diversos periodos de su historia, era el propio portavoz.
Se crea el 1 de septiembre de 1978 bajo la denominación de «Secretaría de Estado para la Información» e integrada en la Presidencia del Gobierno. Su titular, que era también portavoz del Gobierno, era responsable de «coordinar las relaciones del Gobierno con los medios de comunicación y de armonizar las actividades de los servicios de información, prensa y relaciones públicas de la Administración Central, tanto en el interior como en el exterior». Su estructura, además de media decena de órganos directivos, se complementó con la creación de oficinas de prensa en todas las capitales de provincia y en las ciudades de Ceuta y Melilla, así como con la adscripción del Instituto Nacional de Publicidad y de las Consejerías y Agregadurías de Información en las representaciones diplomáticas. Además, todos los órganos de los departamentos ministeriales con competencias sobre asesoría informativa y prensa, quedaron bajo la coordinación de la Secretaría de Estado.
En diciembre de 1982, el órgano se transforma en la «Oficina del Portavoz del Gobierno», manteniendo el rango de Secretaría de Estado e idénticas funciones y estructura. En 1985 asume la Portavocía del Gobierno el ministro de Cultura y la Oficina estuvo encabezada por un secretario general con rango de subsecretario. Esta situación se mantendrá tres años más, hasta que en 1988 se suprime al crearse el Ministerio del Portavoz del Gobierno, que asumió sus funciones.
A partir de 1993, se integró en el Ministerio de la Presidencia como una Secretaría General y en 1996 se le vuelve a elevar de categoría, creándose la «Secretaría de Estado de Comunicación».
En la segunda legislatura de José María Aznar, la Secretaría de Estado desaparece y sus funciones las asume el Ministro Portavoz del Gobierno y toda su estructura de apoyo, situación que apenas dura dos años pues en julio de 2002 las funciones de la portavocía se reintegran en el Ministerio de la Presidencia y se recupera la Secretaría de Estado.
En época reciente, el cambio más importante se produce en noviembre de 2016, cuando la secretaría vuelve a depender directamente de la Presidencia del Gobierno, si bien funcionalmente continua dependiendo del ministro que asuma las funciones de Portavoz. En 2020, con el objetivo de que la Secretaría de Estado quedase bajo la dependencia del director del Gabinete del Presidente, que también cuenta con rango de secretario de estado, creó un Comité de Dirección en la Presidencia, encabezado por el mencionado director, y en el que se integraba la SECOM.

## Estructura
De la Secretaría de Estado de Comunicación dependen:
- El Departamento de Información Nacional.
  - La Unidad de Información Nacional.
  - La Unidad de Información Económica.
- El Departamento de Información Internacional.
  - La Subdirección General de Información Internacional.
- El Departamento de Información Autonómica.
  - La Subdirección General de Información Autonómica.
- El Departamento Digital.
  - La Unidad de Información Digital.
- El Departamento de Coordinación Informativa.
  - La Unidad de Coordinación Institucional.
- La Unidad de Logística Informativa, con rango de subdirección general, a la que le corresponde la gestión de los medios técnicos y audiovisuales necesarios para la cobertura informativa de las actividades públicas del presidente del Gobierno, del ministro de la Presidencia, Relaciones con las Cortes y Memoria Democrática, y de la portavoz del Gobierno, así como prestar los servicios de apoyo que sean necesarios a los demás departamentos ministeriales.
- La Subdirección General de Análisis y Documentación, encargada de la edición y mantenimiento actualizado de la Agenda de la Comunicación, del seguimiento y tratamiento documental de la información nacional e internacional, de la gestión y mantenimiento de las bases de datos y del análisis informativo de la coyuntura política, económica y social.
- La Unidad de Publicidad Institucional, que presta apoyo al ejercicio de las competencias atribuidas a la Secretaría de Estado en esta materia y, en concreto, al funcionamiento de la Comisión de publicidad y comunicación institucional.

Como órgano de apoyo y asistencia inmediata al Secretario de Estado, existe un Gabinete con nivel orgánico de subdirección general.
Dependen de la Secretaría de Estado de Comunicación las consejerías y agregadurías de información de las misiones diplomáticas de España.
Los órganos administrativos, Gabinetes y vocales de los mismos que tengan encomendada la relación con los medios de comunicación social en los departamentos ministeriales, la Administración periférica y, en su caso, los organismos públicos dependientes de la Administración General del Estado, dependen funcionalmente, en el ejercicio de estas competencias, de la Secretaría de Estado. Se exceptúa de esta disposición la Oficina de Información Diplomática del Ministerio de Asuntos Exteriores y Cooperación.

## Titulares
Aquí se recoge una lista con los titulares de este órgano de la Administración del Estado desde 1978. Hasta 1985 tuvieron el rango de secretarios de estado y, además, fueron también portavoces del Gobierno. En 1985 el titular era un secretario general, con rango de subsecretario y, además, dejó de ser portavoz del Gobierno, pues desde entonces esa responsabilidad recae en un ministro del Gobierno. Por último, desde 1996 el titular vuelve a poseer rango de secretario de estado.
1. Manuel Ortiz Sánchez (1978-1979)[16]
2. Josep Meliá Pericás (1979-1980)[17]
3. Rosa Posada Chapado (1980-1981)[18]
4. Ignacio Aguirre Borrell (1981-1982)[19]
5. Eduardo Sotillos Palet (1982-1985)[20]
6. Santiago Varela Díaz (1985-1988)[21]
7. Miguel Gil Peral (1993-1996)[22]
8. Miguel Ángel Rodríguez Bajón (1996-1998)[23]
9. Pedro Antonio Martín Marín (1998-2000)[24]
10. Alfredo Timermans del Olmo (2002-2004)[25]
11. Miguel Barroso Ayats (2004-2005)[26]
12. Fernando Moraleda Quílez (2005-2008)[27]
13. Nieves Goicoechea González (2008-2010)[28]
14. Félix Monteira de la Fuente (2010-2011)[29]
15. Carmen Martínez Castro (2011-2018)[30]
16. Miguel Ángel Oliver (2018-2021)[31]
17. Francesc Vallès Vives (2021-2024)[32]
18. Ion Fernando Antolín Llorente (2024)[33]
19. Lydia del Canto (2024-)[34]